# Sassari-Cagliari 1949
La Sassari-Cagliari 1949, seconda edizione della corsa, si svolse il 27 marzo 1949 su un percorso di 216 km. La vittoria fu appannaggio dell'italiano Italo De Zan, che completò il percorso in 6h14'12", precedendo i connazionali Vincenzo Rossello e Marcello Paolieri.
Sul traguardo di Cagliari 29 ciclisti portarono a termine la competizione. 

## Ordine d'arrivo (Top 10)
| Pos. | Corridore         | Squadra          | Tempo    |
| ---- | ----------------- | ---------------- | -------- |
| 1    | Italo De Zan      | Atala-Pirelli    | 6h14'12" |
| 2    | Vincenzo Rossello | Legnano-Pirelli  | s.t.     |
| 3    | Marcello Paolieri | Arbos            | s.t.     |
| 4    | Aldo Baito        | Rochet           | s.t.     |
| 5    | Alfredo Martini   | Wilier Triestina | s.t.     |
| 6    | Giovanni Corrieri | Bartali-Gardiol  | a 1'03"  |
| 7    | Mario Ricci       | Viscontea        | s.t.     |
| 8    | Alberic Schotte   | Alcyon-Dunlop    | s.t.     |
| 9    | Umberto Drei      | Benotto-Superga  | s.t.     |
| 10   | Bruno Pontisso    | Arbos            | s.t.     |